# James Challis
James Challis FRS (Braintree, 12 de dezembro de 1803 — Cambridge, 3 de dezembro de 1882) foi um físico, astrônomo e clérigo inglês.
Foi Professor Plumiano de Astronomia e Filosofia Experimental (1836–1883) e diretor do Observatório de Cambridge. É conhecido por ter perdido a oportunidade de descobrir o planeta Netuno em 1846.

## Vida
Challis nasceu em Braintree, onde seu pai John Challis era pedreiro. Após frequentar algumas escolas locais, graduou-se no Trinity College (Cambridge) em 1825 como Senior Wrangler. Foi eleito fellow de Trinity em 1826 e ordenado em 1830. Casou com Sarah Copsey (nascida Chandler) em 1831, viúva, tendo consequentemente de renunciar a continuar fellow de Trinity. Tiveram um filho e uma filha.

### De Challis
- Challis, J. (1861) Creation in Plan and Progress
- — (1869). Notes on the Principles of Pure and Applied Calculation; and Applications of Mathematical Principles to Theories of the Physical Forces. Cambridge: Deighton, Bell and Co.
- — (1871) A Translation of the Epistle of the Apostle Paul to the Romans
- — (1873) An Essay on the Mathematical Principles of Physics
- — (1875) Remarks on the Cambridge Mathematical Studies
- — (1880) Essay on the Scriptural Doctrine of Immortality

### Obituário
- J. W. L. G. (1882-3) "James Challis" Monthly Notices of the Royal Astronomical Society, 43: 160–79

### Sobre Challis
- [Anon.] (2001) "Challis, James", Encyclopædia Britannica, CDROM Deluxe edition
- Clerke, A. M. (2006) "Challis, James (1803–1882)", rev. David B. Wilson, Oxford Dictionary of National Biography, Oxford University Press, online edn, Oct 2006
- Eggen, O. J. (1970–1981) "Challis, James" in Gillespie, C.C. (ed.). Dictionary of Scientific Biography. New York: Charles Screibner's Sons. pp. 186–187. ISBN 0-684-16970-3
- Standage, T (2000). The Neptune File: Planet Detectives and the Discovery of Worlds Unseen. London: Allen Lane. ISBN 0-7139-9472-X